# Jorge Ruiz (hockey sur gazon)
Pour les articles homonymes, voir Jorge Ruiz et Ruiz.
 (février 2018).
Jorge Ruiz, né le 22 janvier 1958, est un joueur argentin de hockey sur gazon.
Avec l'équipe d'Argentine de hockey sur gazon, il remporte la médaille d'or aux Jeux panaméricains de 1975 et de 1979 ainsi que la médaille d'argent aux Jeux panaméricains de 1983. Il est aussi onzième des Jeux olympiques d'été de 1976.
Il devient ensuite sélectionneur (adjoint puis principal) de l'équipe d'Argentine aux Jeux olympiques de 1992, 1996, 2000 et 2004. Il démissionne en 2005.